# Condado de Middlesex (Massachusetts)
O Condado de Middlesex (em inglês:  Middlesex County) é um dos 14 condados do estado norte-americano de Massachusetts. As sedes do condado são Lowell e Cambridge, sendo Lowell cidade mais populosa do condado.
Com mais de 1,6 milhão de habitantes, de acordo com o censo nacional de 2020, é o condado mais populoso do estado e o 22º mais populoso do país. É também o segundo mais densamente povoado do estado, atrás do Condado de Suffolk. Pouco mais de 23% da população de Massachusetts vive no Condado de Middlesex.

## Geografia
De acordo com o Departamento do Censo dos Estados Unidos, o condado possui uma área de 2 193,5 km², dos quais 2 118,2 km² estão cobertos por terra e 75,3 km² (3,4%) por água.

## Demografia
Desde 1900, o crescimento populacional médio do condado, a cada dez anos, é de 9,5%.
Segundo o censo nacional de 2020, o condado possui uma população de 1 632 002 habitantes e uma densidade populacional de 770,5 hab/km². Seu crescimento populacional na última década foi de 8,6%, acima da média estadual de 7,4%. É o condado mais populoso de Massachusetts e o 22º mais populoso dos Estados Unidos. É também o segundo mais densamente povoado do estado, atrás do Condado de Suffolk.
Possui 658 283 residências que resulta em uma densidade de 310,8 residências/km² e um aumento de 7,6% em relação ao censo anterior. Deste total, 4,9% das unidades habitacionais estão desocupadas. A média de ocupação é de 2,5 pessoas por residência.